# آنا بوبرج
آنا كاتارينا (بالسويدية: Anna Boberg)‏ بوبرج ، (3 ديسمبر 1864 - 27 يناير 1935) كانت فنانة سويدية متزوجة من المهندس المعماري البارز فرديناند بوبرج . كانت آنا شولاندر ابنة المهندس فريدريك فيلهلم شولاندر وحفيدة أكسل نيستروم. كانت بوبرج شخصية ذات ميول فنية متعددة؛ في البداية عملت مع مواد مثلالسيراميك والمنسوجات (من بين عدة أعمال فنية عملت على «مزهرية الطاووس» لحساب Rörstrand ) ، بالإضافة إلى ذلك عملت أيضًا كمصممة للديكور المسرحي وكتبت بعض الأعمال. كانت من عائلة فنية، لكنها لم تتلق أي تدريب حقيقي موثق على الفنون. العديد من لوحاتها تعكس منطقة شمال النرويج، المنطقة التي أصبحت محور أعمال بوبرج الرئيسي لسنوات عديدة بعد رحلة لها لهناك في عام 1901. لم يتم تلقي هذه الأعمال بشكل جيد في السويد، لكنها عوملت بشكل أفضل بكثير في باريس. قضت بوبرج وقتًا طويلاً في المنطقة القريبة من جزر لوفوتن في النرويج، حيث أمتلكت في نهاية المطاف مقصورة هنالك، حيث قامت بالعديد من الرحلات هنالك بمفردها.